# Llau de la Pleta de les Barres
La llau de la Pleta de les Barres és una llau del terme de Conca de Dalt, al Pallars Jussà, dins de l'antic terme d'Hortoneda de la Conca, en l'àmbit de l'antic poble d'Herba-savina.
S'origina a la Pleta de les Barres, des d'on davalla cap al sud-oest, i, després de passar el Tros del Tardà, davalla fortament per tal de formar el barranc de la Malallau a llevant de Resteria. Poc abans, però, ha rebut per la dreta l'afluència de la llau del Pletiu Vell.